# Vitkovac (gmina Aleksinac)
Vitkovac (cyr. Витковац) – wieś w Serbii, w okręgu niszawskim, w gminie Aleksinac. W 2011 roku liczyła 312 mieszkańców.